# Heart Strings
Heart Strings es el primer álbum recopilatorio de la cantautora británica Linda Lewis. Fue publicado en mayo de 1974 a través del sello discográfico Reprise Records.

## Contenido
Heart Strings incluye temas de sus primeros tres álbumes en solitario lanzados por el sello Reprise y también incluye tres temas que de otro modo solo estuvieran disponibles como sencillos. Las canciones se grabaron en dos estudios de grabación diferentes de Londres, Inglaterra: Trident Studios y Apple Studios. La recopilación contenía 10 canciones. Todas las canciones fueron escritas o coescritas por la propia Lewis. Los coescritores incluían a los productores Ian Samwell («We Can Win») y Jim Cregan («Fathoms Deep», «Safe and Sound»).

## Recepción de la crítica
Un escritor no especificado de Billboard declaró: “Un encanto sutil, un canto fino y ritmos pegadizos pero discretos hacen de este el tipo de LP que te sorprenderá”. Un escritor no especificado de la revista Cash Box declaró: “El álbum de Linda es verdaderamente uno de los mejores trabajos que hemos escuchado este año y debería mejorar enormemente su carrera”.

## Rendimiento comercial
La revista Billboard informó en la semana del 18 de mayo de 1974 que Heart Strings fue una selección en radio FM con emisión en WPLR-FM, una de las principales estaciones de los Estados Unidos. La semana siguiente fue una selección de acción en radio FM en otras 2 estaciones líder: WMMR-FM y WOWI-FM.

## Lista de canciones
Todas las canciones escritas y compuestas por Linda Lewis, excepto donde esta anotado. 
| Lado uno |                                   |                        |          |  |
| N.º      | Título                            | Lanzamiento original   | Duración |  |
| 1.       | «Sideway Shuffle»                 | Non-album single, 1974 | 3:10     |  |
| 2.       | «Old Smokey»                      | Lark, 1972             | 3:21     |  |
| 3.       | «We Can Win» (Lewis, Ian Samwell) | ‘Say No More...’, 1971 | 2:47     |  |
| 4.       | «I'm in Love Again»               | Fathoms Deep, 1973     | 3:47     |  |
| 5.       | «Reach for the Truth»             | Lark, 1972             | 4:48     |  |

| Lado dos |                                    |                             |          |  |
| N.º      | Título                             | Lanzamiento original        | Duración |  |
| 1.       | «Rock-a-Doodle-Doo»                | Non-album single, 1973      | 3:26     |  |
| 2.       | «On the Stage»                     | Fathoms Deep, 1973          | 3:42     |  |
| 3.       | «Fathoms Deep» (Lewis, Jim Cregan) | Fathoms Deep, 1973          | 3:53     |  |
| 4.       | «Safe and Sound» (Cregan, Lewis)   | B-Side to «Sideway Shuffle» | 4:04     |  |
| 5.       | «I Dunno»                          | ‘Say No More...’, 1971      | 3:32     |  |

## Créditos y personal
Créditos adaptados desde las notas de álbum de Heart Strings.
- Linda Lewis – voz principal y coros
- Jim Cregan – productor en todas las canciones excepto «We Can Win» y «I Dunno»
- Ian Samwell – productor en «We Can Win» y «I Dunno»
- Phil MacDonald – ingeniero de audio
- Ken Scott – ingeniero de audio
- John Kosh – diseño de portada
- Gered Mankowitz – fotografía de portada
- Chris Foster – fotografía de contraportada